# Печерна саламандра сардинська
Печерна саламандра сардинська (Speleomantes genei) — вид амфібій з ріду європейських печерних саламандр (Speleomantes) ряду хвостатих земноводних. Раніше даний вид відносили до роду (Hydromantes).

## Опис
Загальна довжина самців до 115 мм і до 124 мм для самок (середня довжина 95 мм). Дорослі самці мають залози на підборідді. Хвіст овальний в поперечному перерізі, трохи менше половини від загальної довжини. Базовий колір від темно-коричневого до чорного з мармуровим візерунком. На цьому тлі може бути коричневий, оливково-зелений, сіро-зелений, або вохряний візерунок, нерівномірно розташовані білі плями. Черево яскраве з крапчастими плямами.

## Ареал
Ендемік південної Сардинії (провінція Кальярі).

## Спосіб життя
Живе в печерах і ущелинах від 8 метрів до 600 метрів над рівнем моря. Температурний оптимум вище, ніж у континентальних печерних саламандр.